# Margarida de Provença

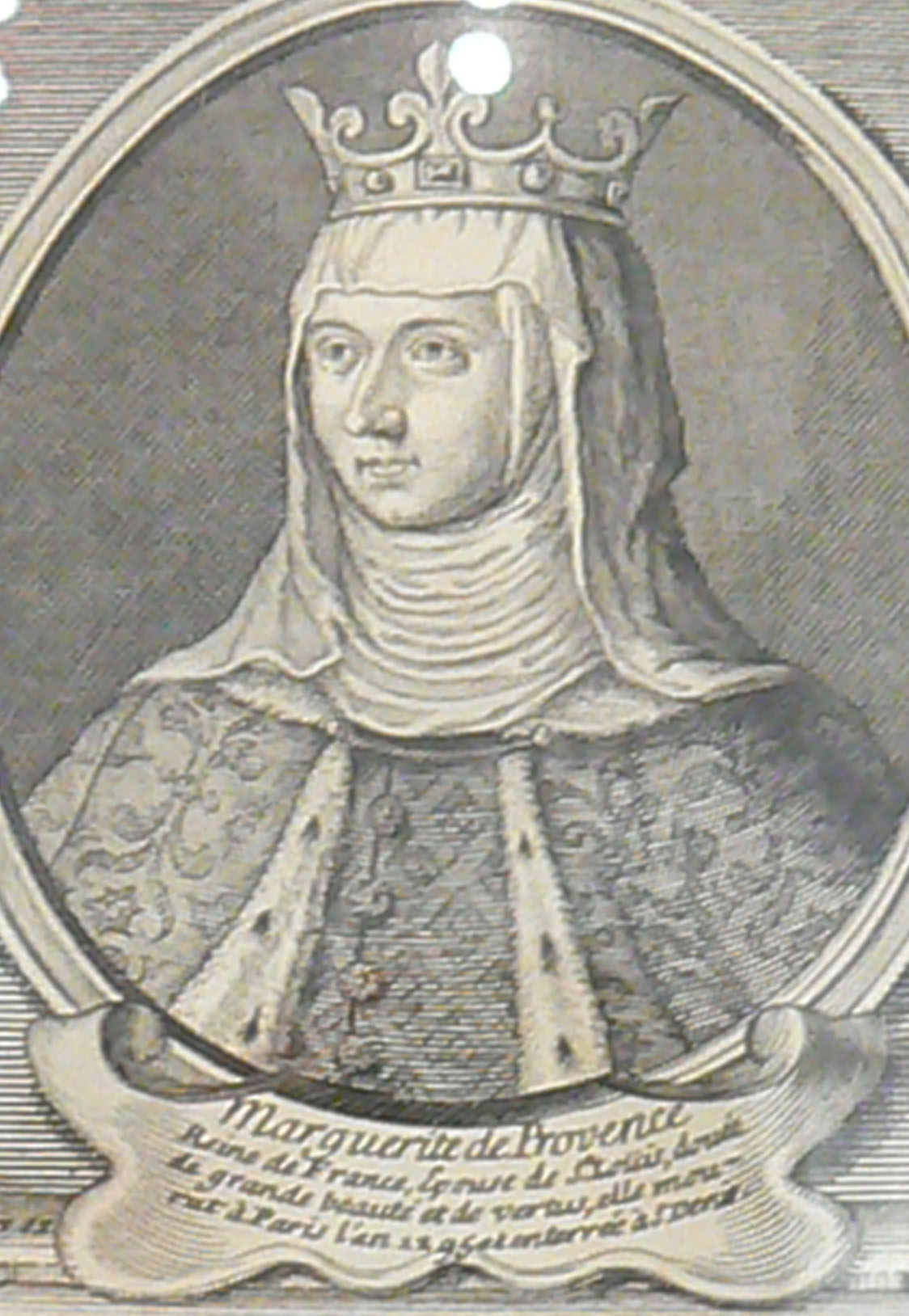
Margarida de Provença

Margarida de Provença (~ 1221 - París, 20 de desembre de 1295) fou una infanta de Provença i reina consort de França (1234 - 1270). Filla de l'infanta Beatriu de Savoia i del comte Ramon Berenguer V de Provença. Fou neta per línia paterna de Garsenda de Forcalquier i d'Alfons II de Provença, i per línia materna de Margarida de Gènova i Tomàs I de Savoia. Fou germana de la comtessa Beatriu I de Provença. Margarida va ser la darrera supervivent del Casal de Barcelona al comtat independent de Provença.
El 17 de juliol Jaume I li va donar a ella i els seus descendents, tots els drets que li puguen correspondre en el comtat de Provença i en els dominis d'Arlès, Avinyó, Marsella i territoris adjacents.
El 27 de maig de 1234 es va casar a la catedral de Sens amb el rei Lluís IX de França. D'aquest matrimoni van néixer onze fills:
- Blanca de França (1240 - 1243)
- Isabel de França (1242 - 1271), casada el 1258 amb Teobald II de Navarra
- Lluís de França (1244 - 1260)
- Felip III de França (1245 - 1285), rei de França[2]
- Joan de França (1248)
- Joan-Tristà de França (1250 - 1270), comte de Valois
- Pere de França (1251 - 1284), comte d'Alençon
- Blanca de França (1252 - 1320), casada el 1269 amb l'infant de Castella Ferran de la Cerda
- Margarida de França (1254 - 1271), casada el 1270 amb el duc Joan I de Brabant
- Robert de França (1256 - 1317), comte de Clermont
- Agnès de França (1260 - 1327), casada el 1279 amb el duc Robert II de Borgonya

Margarida morí a París el 1295 i fou enterrada a la Catedral de Saint-Denis.